# Bertha Sándor
Felsőőri Bertha Sándor (Ete, 1796. április 7. – Budapest, 1877. február 4.) magyar ügyvéd, királyi tiszt, miniszteri tanácsos, a Szent István-rend kitüntetettje és a Magyar Tudományos Akadémia levelező tagja.

## Élete
1796. április 7-én született Etén felsőőri Bertha József és Kalmár Erzsébet fiaként. Szülei azért költöztek el Felsőőrből Komárom vármegyébe, mert édesapja elzálogosította az ottani birtokokat. A gimnáziumot és bölcseletet Pápán, a jogot 1820-ban Pozsonyban végezte, majd 1822-ben ügyvéd lett.
Jelen volt az 1825–1827. évi és a következő országgyűléseken is. Ő szerkesztette az 1832–1836. évi országgyűlésen a Kerületi Naplót és a latin nyelven szerkesztett úrbéri törvényeket is ő fordította magyarra. Fáy Andrással részt vett a takarékpénztárak felállítása körüli mozgalomban, és az első hazai takarékpénztárnak mindvégig választmányi tagja volt, csakúgy mint az Országos Magyar Gazdasági Egyesületnek is, melynek működésében élénken részt vett. 1834 márciusában Pesten igazolta nemességét, majd egy évvel később Nógrádban, s ez év november 14-én megszületett Budapesten második lánya, Bertha Heléna Erzsébet, aki később 1857-ben házasságot kötött szendrői Gőcze Bertalan vezérkari századossal, ügyvéddel.
A Széchenyi István által kezdeményezett pesti lovagegyesületnek ő volt az első titkára, és e minőségben ő szerkesztette az első magyar Gyepkönyveket. 1838. április 11-én Budapesten megszületett harmadik lánya, Bertha Anna, aki lőkösházi Tavaszy Antal ügyvéddel kötött házasságot. 1843. augusztus 19-én megszületett hatodik és egyben utolsó gyermeke, második fia, Bertha Sándor, aki később zeneszerző, zongoraművész lett, és szintén ez évben igazolta nemességét Hevesben. 1848-ban tagja volt azon pesti bizottságnak, mely a kétforintos magyar bankjegyek biztosításául, a haza oltárára szánt arany, ezüst s egyéb ékszertárgyakat a városházánál az áldozattevőktől elfogadta s összegyűjtötte, melyekből azután a magyar ezüsthúszasok verettek. 1860-tól fogva a gróf Széchenyi emlékszobára gyűlt pénzek kezelése reá volt bízva az illető bizottság által. 1863-ban a gróf Andrássy György országbíró felhívására a királyi legfőbb ítélőszéknél pótbíráskodott 1868-ig, fizetés nélkül. 1868-ban miniszteri tanácsosi címmel és a Magyar Királyi Szent István-rend kiskeresztjével tüntettetett ki. Rövidebb és hosszabb ideig tartózkodott München, Drezda, Berlin, Stuttgart, Karlsruhe, Párizs és Versaillesban. A Magyar Tudományos Akadémia 1839. november 23-án választotta levelező tagja közé; 1853-ig volt annak ügyésze, s 1853-tól egészen 1869-ig pénztári ellenőre.
1877. február 4-én hunyt el Budapesten, végelgyengülésben, temetése a Fiumei úti sírkertben történt február 6-án. A Magyar Tudományos Akadémiában Tóth Lőrinc tartott fölötte emlékbeszédet 1877. május 28-án. Sírja 1921-től a 26. parcellában volt, majd fölszámolták.

## Munkái
- Declaratio pietatis, Pozsony, 1824 (költemény Orgler József tiszteletére)[13]
- Felséges császári magyar és cseh országi kir. örökös és austriai főherczeg Jósefnak, Pozsony, 1827[14]
- Országgyülési tárcza 1830ról, Pest, 1843[15][16]

Országgyűlési jegyzetek és Pozsonyi promenad (1825) cím alatt a Pozsonyban akkor történtekről írt tudnivalókat; de ezeket a cenzúrai viszonyok miatt nem adhatta ki, és így csak kéziratban, ívenként közölte ismerősei körében. Ugyanazon országgyűlés kezdetén egy "tisztelgő verset" írt a Magyar Tudományos Társaságot november 3-án megalapítók (gróf Széchenyi István, gróf Vay Ábrahám, gróf Andrássy György és gróf Károlyi György) tiszteletére. A Corpus Jurist is lefordította Ulászló decretumáig, de ezzel felhagyott és műve kéziratban maradt, csakúgy mint Az 1790. 26. t.-cz. történeti jegyzetekkel felvilágosítva és Figyelmeztetés az 1830-iki koronázó országgyűlésre című értekezései is.
Az irodalmi körök egyik kedvelt és befolyásos tagja volt. Vörösmarty Mihály, Zádor, Fáy András társa, barátja, gróf Széchenyi István bizalmasa volt. Írt verset és értekezéseket a Jelenkor és Társalkodóba (1831–1834), a Tudománytárba (1836–1840), Athenaeumba (1841. I. 7. sz. Egy pillantás az 1830. országgyűlésre). 1839-től részt vett a Werbőczy István Hármas-könyvének az akadémia által eszközölt fordításában.

## Családja
1834. február 11-én feleségül vette Pesten balogi Baloghy Mária Anna Izabella Alexandrát (Ipolynyék, 1806. szeptember 27. – Pest, 1845. október 30.), akinek a szülei balogi Baloghy János és Géczy Anna (1771–1851) voltak. Házasságukból hat gyermek született.
- Bertha Márton
  - Bertha Márton
    - Bertha János
      - Bertha Fülöp
        - Bertha Mihály
          - Bertha József (Felsőőr, 1762 – Ete, 1802) jegyző – Kalmár Erzsébet
            - Bertha Sándor (Ete, 1796 – Budapest, 1877) ügyvéd – balogi Baloghy Mária (Ipolynyék, 1806 – Pest, 1845)
              - Bertha Heléna (Budapest, 1835 – Bacska, 1869) – szendrői Gőcze Bertalan Lajos Ágoston (Battyán, 1832 – ?) vezérkari százados, ügyvéd
              - Bertha Anna (Budapest, 1838 – Budapest, 1881) – lőkösházi Tavaszy Antal (Nagykanizsa, 1825 – Budapest, 1899) ügyvéd
              - Bertha Sándor (Budapest, 1843 – Párizs, 1912) zeneszerző – Delplace Rosier (1826 – Gacé, 1907. szeptember 4.)